# Avertino di Tours
Avertino (... – Turenna, 1189) fu un eremita francese a Tours.

## Biografia
Aventino di Tours fu amico di Tommaso Becket, dal quale ricevette il diaconato e che accompagnò nel suo esilio in Francia dal 1164. Dopo il martirio di Tommaso Becket, avvenuto nel 1170, Avertino riprese la vita eremitica in Turenna dove morì nel 1189.

## Culto
Il culto del santo si sviluppò dal XV al XVIII secolo in tutta la Francia occidentale.
Noto anche con il nome di Iverzin, il santo è venerato soprattutto nel Finistère, nella chiesa di Saint-Mathieu de Morlaix (la sua statua è nel museo dipartimentale bretone di Quimper), a Plouezoc'h (in una cappella ormai scomparsa), à Plestin-les-Grèves, à Kergloff (ov'è localmente chiamato saint Libertin), ma anche in Côtes-d'Armor, per esempio a Trédaniel ed a Coëtmieux. 
Venerato come santo, la sua memoria liturgica cade il 5 maggio. 
È considerato il protettore contro il mal di testa e la dissenteria. .
Secondo il Martirologio Romano, il giorno dedicato al santo è il 5 maggio:
(Martirologio Romano)